# Francja na Zimowych Igrzyskach Olimpijskich 1960
Francję na Zimowych Igrzyskach Olimpijskich 1960 reprezentowało 26 zawodników: 18 mężczyzn i sześć kobieta. Był to ósmy start reprezentacji Francji na zimowych igrzyskach olimpijskich.

## Zdobyte medale
| Medal | Zawodnik      | Dyscyplina            | Konkurencja               | Rezultat   |
| ----- | ------------- | --------------------- | ------------------------- | ---------- |
| Złoto | Jean Vuarnet  | Narciarstwo alpejskie | bieg zjazdowy mężczyzn    | 2:06,0 min |
| Brąz  | Guy Périllat  | Narciarstwo alpejskie | bieg zjazdowy mężczyzn    | 2:06,9 min |
| Brąz  | Charles Bozon | Narciarstwo alpejskie | slalom specjalny mężczyzn | 2:10,4 min |

## Skład kadry

### Biathlon
Mężczyźni
| Zawodnik        | Konkurencja   | czas biegu | Kary  | Łączny czas | Pozycja |
| --------------- | ------------- | ---------- | ----- | ----------- | ------- |
| René Mercier    | Bieg na 20 km | 1:26:13,2  | 30:00 | 1:56:13,2   | 22.     |
| Victor Arbez    | Bieg na 20 km | 1:25:58,4  | 36:00 | 2:01:58,4   | 25.     |
| Gilbert Mercier | Bieg na 20 km | 1:29:16,6  | 34:00 | 2:03:16,6   | 27.     |
| Paul Romand     | Bieg na 20 km | 1:28:48,4  | 36:00 | 2:04:48,4   | 28.     |

### Biegi narciarskie
Mężczyźni
| Zawodnik                                                | Konkurencja        | czas      | Pozycja |
| ------------------------------------------------------- | ------------------ | --------- | ------- |
| Jean Mermet                                             | Bieg na 15 km      | 54:44,5   | 21.     |
| Benoît Carrara                                          | Bieg na 15 km      | 55:38,5   | 25.     |
| Victor Arbez                                            | Bieg na 15 km      | 55:41,1   | 26.     |
| René Mandrillon                                         | Bieg na 15 km      | 56:01,5   | 29.     |
| Jean Mermet                                             | Bieg na 30 km      | 1:58:57,9 | 19.     |
| René Mandrillon                                         | 2:02:05,3          | 25.       |         |
| Victor Arbez René Mandrillon Benoît Carrara Jean Mermet | Sztafeta 4 × 10 km | 2:26:30,8 | 7.      |

### Łyżwiarstwo figurowe
| Zawodnik       | Konkurencja | Nota   | Pozycja |
| -------------- | ----------- | ------ | ------- |
| Nicole Hassler | Solistki    | 1272,6 | 11.     |
| Dany Rigoulot  | Solistki    | 1253,8 | 13.     |
| Alain Giletti  | Soliści     | 1399,2 | 4.      |
| Alain Calmat   | Soliści     | 1340,3 | 6.      |

### Łyżwiarstwo szybkie
Mężczyźni
| Zawodnik          | Konkurencja   | Konkurencja   | Konkurencja    | Konkurencja    | Konkurencja    | Konkurencja    | Konkurencja      | Konkurencja      |
| Zawodnik          | Bieg na 500 m | Bieg na 500 m | Bieg na 1500 m | Bieg na 1500 m | Bieg na 5000 m | Bieg na 5000 m | Bieg na 10 000 m | Bieg na 10 000 m |
| Zawodnik          | Czas          | Miejsce       | Czas           | Miejsce        | Czas           | Miejsce        | Czas             | Miejsce          |
| ----------------- | ------------- | ------------- | -------------- | -------------- | -------------- | -------------- | ---------------- | ---------------- |
| André Kouprianoff | 41,5          | 15.           | 2:13,3         | 8.             | 8:10,4         | 9.             | 16:39,1          | 11.              |
| Raymond Gilloz    | 42,0          | 18.           | 2:14,2         | 10.            | 8:11,5         | 10.            |                  |                  |

Kobiety
| Zawodnik        | Konkurencja   | Konkurencja   | Konkurencja    | Konkurencja    | Konkurencja    | Konkurencja    | Konkurencja    | Konkurencja    |
| Zawodnik        | Bieg na 500 m | Bieg na 500 m | Bieg na 1000 m | Bieg na 1000 m | Bieg na 1500 m | Bieg na 1500 m | Bieg na 3000 m | Bieg na 3000 m |
| Zawodnik        | Czas          | Miejsce       | Czas           | Miejsce        | Czas           | Miejsce        | Czas           | Miejsce        |
| --------------- | ------------- | ------------- | -------------- | -------------- | -------------- | -------------- | -------------- | -------------- |
| Françoise Lucas | 48,3          | 13.           | 1:38,4         | 14.            | 2:36,6         | 17.            | 5:42,5         | 15.            |

### Narciarstwo alpejskie
Mężczyźni
| Zawodnik         | Konkurencja     | Konkurencja     | Konkurencja   | Konkurencja   | Konkurencja         | Konkurencja         | Konkurencja              | Konkurencja              |
| Zawodnik         | Zjazd           | Zjazd           | Slalom gigant | Slalom gigant | Slalom specjalny    | Slalom specjalny    | Slalom specjalny         | Slalom specjalny         |
| Zawodnik         | Czas            | Pozycja         | Czas          | Pozycje       | Czas 1-go przejazdu | Czas 2-go przejazdu | Czas łączny              | Pozycja                  |
| ---------------- | --------------- | --------------- | ------------- | ------------- | ------------------- | ------------------- | ------------------------ | ------------------------ |
| Jean Vuarnet     | 2:06,0          | złoto           |               |               |                     |                     |                          |                          |
| Guy Périllat     | 2:06,9          | brąz            | 1:50,7        | 6.            | 1:11,0              | 1:00:8              | 2:11,8                   | 6.                       |
| Charles Bozon    | 2:09,6          | 8.              | 1:51,0        | 9.            | 1:09,8              | 1:00,6              | 2:10,4                   | brąz                     |
| Adrien Duvillard | Dyskwalifikacja | Dyskwalifikacja | 1:51,1        | 10.           | 1:21,9              | Dyskwalifikacja     | Nie ukończył konkurencji | Nie ukończył konkurencji |
| François Bonlieu |                 |                 | 1:51,2        | 11.           | 1:09,8              | Dyskwalifikacja     | Nie ukończył konkurencji | Nie ukończył konkurencji |

Kobiety
| Zawodniczka       | Konkurencja | Konkurencja | Konkurencja   | Konkurencja   | Konkurencja         | Konkurencja         | Konkurencja      | Konkurencja      |
| Zawodniczka       | Zjazd       | Zjazd       | Slalom gigant | Slalom gigant | Slalom specjalny    | Slalom specjalny    | Slalom specjalny | Slalom specjalny |
| Zawodniczka       | Czas        | Pozycja     | Czas          | Pozycja       | Czas 1-go przejazdu | Czas 2-go przejazdu | Czas łączny      | Pozycja          |
| ----------------- | ----------- | ----------- | ------------- | ------------- | ------------------- | ------------------- | ---------------- | ---------------- |
| Thérèse Leduc     | 1:44,2      | 14.         | 1:40,8        | 7.            | 59,2                | 58,2                | 1:57,4           | 4.               |
| Arlette Grosso    | 1:44,2      | 14.         | 1:43,9        | 18.           | 1:07,5              | 59,3                | 2:06,8           | 22.              |
| Marguerite Leduc  | 1:45,6      | 18.         |               |               | 1:02,2              | 1:02,4              | 2:04,6           | 19.              |
| Janine Monterrain | 2:03,0      | 38.         | 1:42,4        | 13.           |                     |                     |                  |                  |
| Anne-Marie Leduc  |             |             | 1:41,5        | 8.            | 58,6                | 1:04,9              | 2:03,5           | 17.              |

### Skoki narciarskie
Mężczyźni
| Skoczek           | Skok 1    | Skok 1 | Skok 2    | Skok 2 | Nota  | Pozycja |
| Skoczek           | odległość | Nota   | odległość | Nota   | Nota  | Pozycja |
| ----------------- | --------- | ------ | --------- | ------ | ----- | ------- |
| Claude Jean-Prost | 84,5      | 99,9   | 75,5      | 96,9   | 196,8 | 26.     |
| Robert Rey        | 78,0      | 87,7   | 72,0      | 91,6   | 179,3 | 38.     |